# I-Empire
I-Empire är ett musikalbum av det alternativa rockbandet Angels & Airwaves. Det gavs ut 1 november 2007. 

## Låtlista
1. "Call to Arms" - 5:05
2. "Everything's Magic" - 3:51
3. "Breathe" - 5:33
4. "Love Like Rockets" - 4:50
5. "Sirens" - 4:19
6. "Secret Crowds" - 5:02
7. "Star of Bethlehem" - 2:07
8. "True Love" - 6:08
9. "Lifeline" - 4:15
10. "Jumping Rooftops" - 0:44
11. "Rite of Spring" - 4:22
12. "Heaven" - 6:38